# Aleksandr Rybolovlev
Aleksandr Vladimirovich Rybolovlev (tiếng Nga: Александр Владимирович Рыболовлев; sinh ngày 27 tháng 8 năm 1996) là một cầu thủ bóng đá người Nga thi đấu cho F.K. Rotor-2 Volgograd.

## Sự nghiệp câu lạc bộ
Anh có màn ra mắt tại Giải bóng đá chuyên nghiệp quốc gia Nga cho F.K. Rotor-2 Volgograd vào ngày 21 tháng 4 năm 2018 trong trận đấu với F.K. Saturn Ramenskoye.